# Alicja Czerkawska
Alicja Antonina Czerkawska, z domu Wnorowska, primo voto Zapałowska, ps. „Alina”, „Elżbieta”, „Ewa” (ur. 16 października 1918 w Morawicy, zm. 29 kwietnia 2008 w Przemyślu) – polska działaczka niepodległościowa.

## Życiorys
Urodziła się 16 października 1918 w Morawicy. Była córką Stanisława Wnorowskiego (ur. 20 lipca 1876, oficer armii austriackiej i Wojska Polskiego, zm. 9 kwietnia 1958) i Antoniny z domu Ziemba (ur. 4 stycznia 1890, zm. 9 kwietnia 1958). 
W okresie II Rzeczypospolitej zamieszkała wraz z rodzicami w Przemyślu. W tym mieście w 1937 zdała egzamin dojrzałości. Podczas II wojny światowej pracowała w Przemyślu. U kresu działań wojennych i wkroczeniu sowietów we wrześniu 1944 przystąpiła do działalności niepodległościowej, zainspirowana przez Antoniego Słabosza ps. „Paweł” z Armii Krajowej, wuja swojej przyjaciółki Ireny Szajowskiej. Obie zostały zaprzysiężone wówczas do służby na rzecz Brygad Wywiadowczych Armii Krajowej, następnie podległych Delegaturze Sił Zbrojnych na Kraj, a ostatecznie Zrzeszeniu „Wolność i Niezawisłość”. Posługiwała się pseudonimami „Alina”, „Elżbieta” oraz „Ewa”.
Celem poszerzenia swojej działalności wywiadowczej w grudniu 1944 otrzymała polecenie zgłoszenia się do pracy w Powiatowym Urzędzie Bezpieczeństwa Publicznego w Przemyślu. Tam od 12 stycznia 1945 była maszynistką w Sekcji VIII, a od 1 sierpnia 1945 referentem personalnym. W tym czasie zdobywała w PUBP informacje o różnym charakterze (np. dotyczące pracowników i struktury urzędu oraz osadzonych tamże), które przekazywała konspiracyjnej organizacji niepodległościowej. W styczniu 1946 została mianowana na stopień podporucznika WiN. W okresie pracy w UB poznała starszego o sześć lat Józefa Zapałowskiego, obywatela ZSRR, skierowanego z NKWD w stopniu porucznika Ludowego Wojska Polskiego do przemyskiego UB na stanowisko naczelnika, z którym się związała uczuciowo. Oboje otrzymali przeniesienie służbowe do Wojewódzkiego Urzędu Bezpieczeństwa Publicznego w Rzeszowie (tam z polecenia władz podziemnych Alicja miała zdobywać nowe informacje w ramach swojej pracy wywiadowczej). W okresie od 1 marca do 25 kwietnia 1946 pełniła stanowisko kierownika kancelarii w sekretariacie WUBP w Rzeszowie. Wówczas odeszła z pracy w WUBP, razem w z Józefem Zapałowskim, planując z nim osiąść w Krakowie, gdzie on miał zostać nauczycielem. 20 września 1946 oboje zostali aresztowani przez władze komunistyczne (prawdopodobnie przyczyniło się do tego wykrycie awansu Alicji na stopień porucznika, przyznany przez władze podziemia niepodległościowego). Byli osadzeni w więzieniu na zamku w Rzeszowie. W marcu 1947, będąc w ósmym miesiącu ciąży, była sądzona przed Wojskowym Sądem Rejonowym w Rzeszowie pod przewodnictwem sędziego Jana Lubaczewskiego oraz przy udziale sędziego Norberta Ołyńskiego. Wyrokiem WSR w Rzeszowie z 27 marca 1947 została skazana na karę śmierci, utratę praw na zawsze oraz utratę mienia (w tymże procesie kobiet działających na rzecz Brygad Wywiadowczych Maria Grzegorczyk na karę dożywotniego pozbawienia wolności, a Irena Szajowska została skazana na karę 15 lat pozbawienia wolności). W dniu 22 kwietnia 1947 w celi śmierci w Rzeszowie urodziła syna Stanisława, bez niczyjej pomocy, po czym była pozostawiona w celi sama z noworodkiem. Cztery dni po porodzie otrzymała postanowienie Najwyższego Sądu Wojskowego z 21 kwietnia 1947 stwierdzające złagodzenie kary śmierci na karę dożywotniego pozbawienia wolności wraz z pozbawieniem praw publicznych na zawsze, które było motywowane byciem skazanej w ósmym miesiącu ciąży. 27 grudnia 1947 została skierowana wraz z synem do więzienia w Fordonie, a na miejscu oboje zostali rozłączeni. Początkowo władze komunistyczne odmawiały wydania dziecka krewnym Alicji Zapałowskiej, po czym w Fordonie będący w złym stanie zdrowia syn Stanisław został przekazany w grudniu 1947 jej siostrze, po mężu Iwczenko, z którą zamieszkiwał w kolejnych latach w Ostrzeszowie. 
Decyzją Rady Państwa z 6 sierpnia 1955 jej kara dożywocia została zamieniona na karę 10 lat pozbawienia wolności, a wykonanie reszty kary zawieszono na okres jednego roku. 24 sierpnia 1955 została zwolniona z zakładu karnego. Decyzją Wojskowego Sądu Garnizonowego w Krakowie z 18 maja 1956 na podstawie amnestii z 27 kwietnia 1956 kara więzienia została złagodzona do 5 lat i uznana za odbytą. Po odzyskaniu wolności powróciła z synem Stanisławem do Przemyśla. W kolejnych latach była inwigilowana przez służby komunistyczne. Była zatrudniona w Państwowym Przedsiębiorstwie Dom Książki w Rzeszowie. Została żoną Józefa Czerkawskiego (1912–2011).

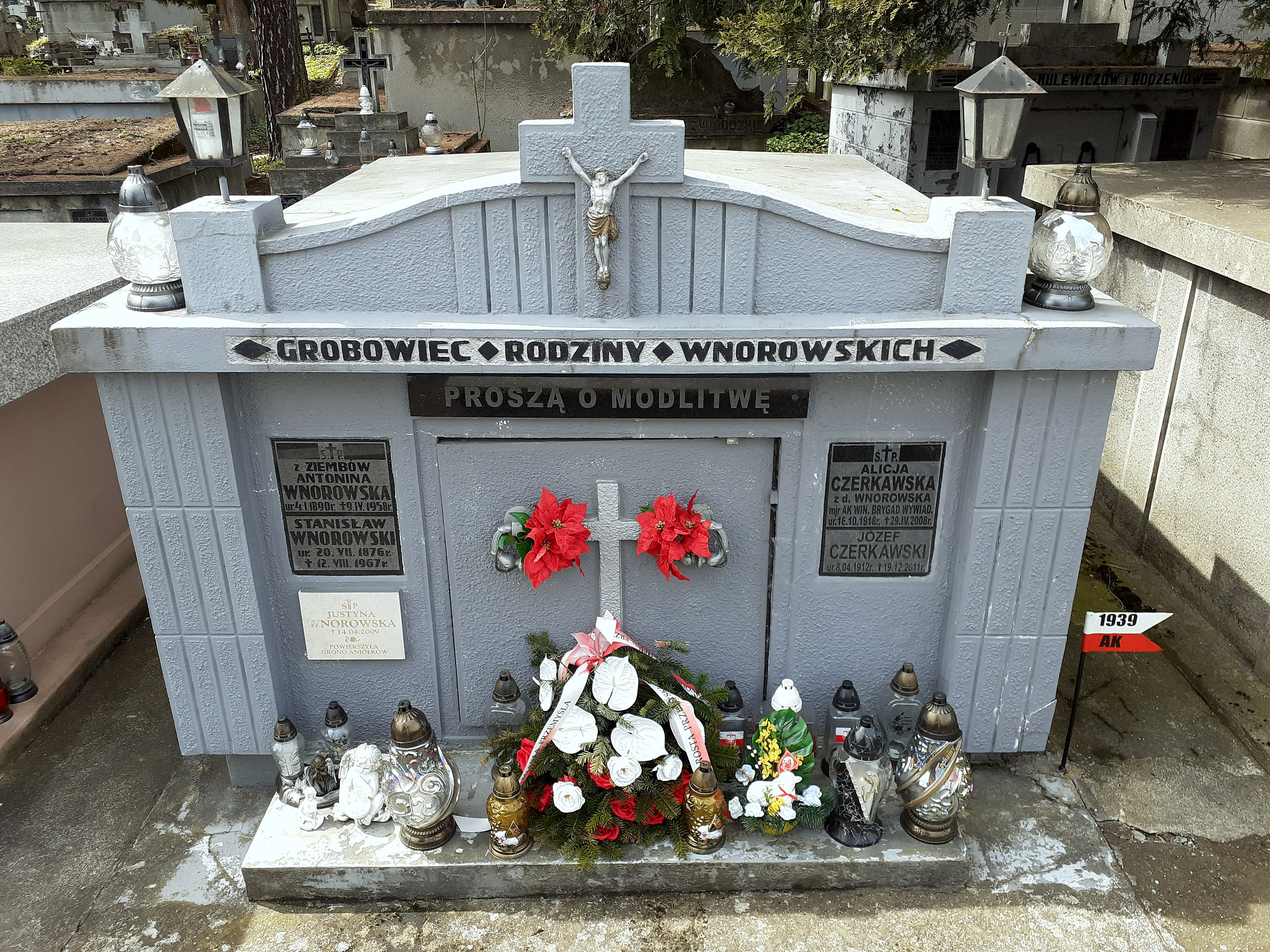
Grobowiec rodzinny Alicji Czerkawskiej

13 czerwca 1992 została zrehabilitowana. Wspomnienia Alicji Wnorowskiej ukazały się w książce pt. Czerwona śmierć z 1997, autorstwa Skarbimira Sochy. Udzieliła wypowiedzi w filmie dokumentalnym pt. W imieniu Polski Ludowej. Jestem niewinna (2008, reż. Maria Miętus).
Zmarła 29 kwietnia 2008. Została pochowana w grobowcu rodzinnym na cmentarzu Głównym w Przemyślu.

## Upamiętnienie
Historia Alicji Wnorowskiej została opowiedziana w książce Łukasza Modelskiego pt. Dziewczyny wojenne. Prawdziwe historie z 2011. Stanisław Wnorowski został prezesem Związku Więźniów Politycznych Okresu Stalinowskiego Oddział w Rzeszowie. Jego historia została przedstawiona w filmie dokumentalnym pt. Więzienna kołyska (2017, reż. Mirosława Filpczyk).

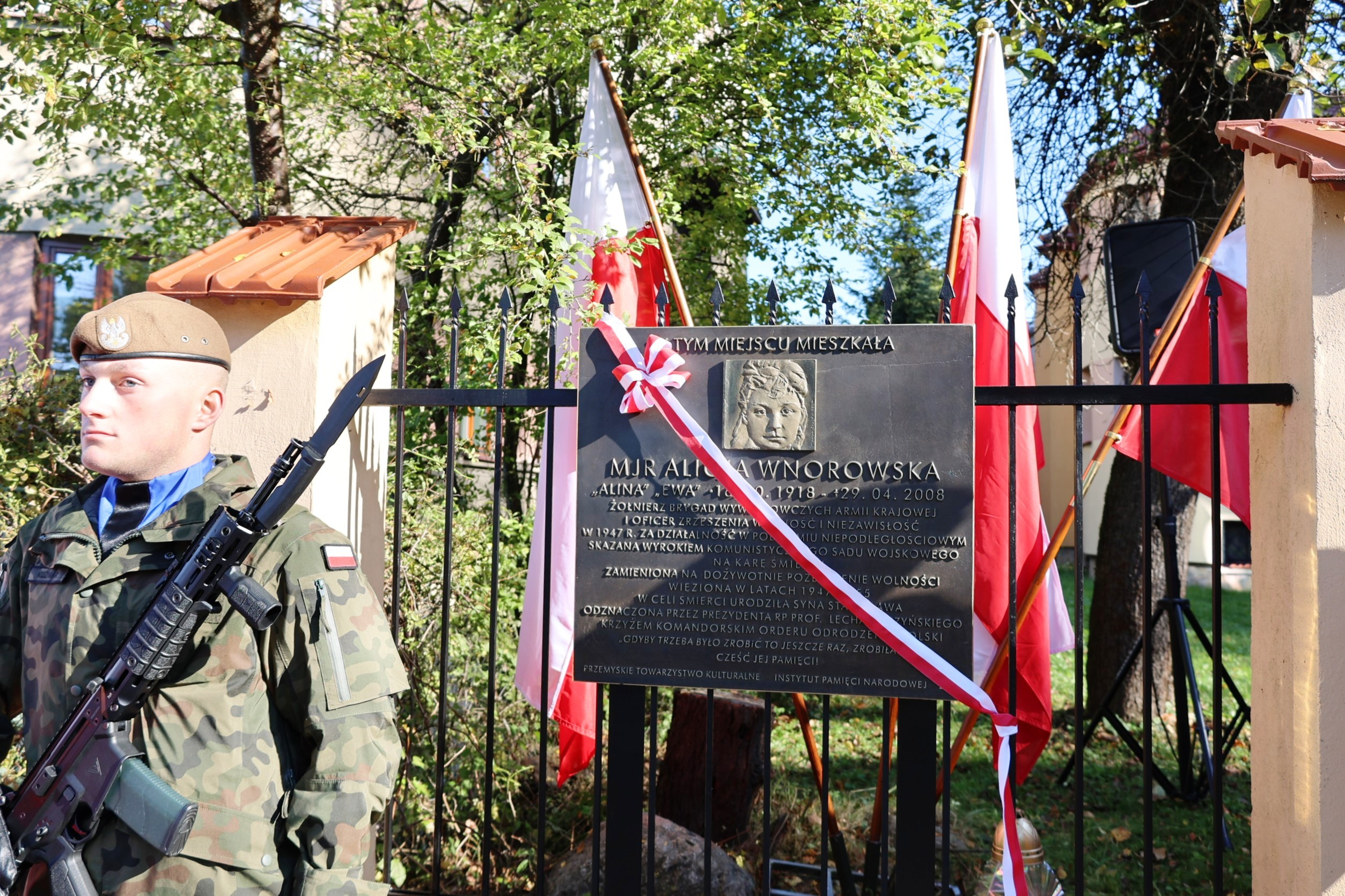
Odsłonięcie tablicy upamiętniającej Alicję Czerkawską

21 października 2024 r. przy ulicy Matejki 13 w Przemyślu Instytut Pamięci Narodowej Oddział w Rzeszowie odsłonił tablicę upamiętniającą Alicję Czerkawską.

## Odznaczenia
- Krzyż Komandorski Orderu Odrodzenia Polski (postanowieniem prezydenta RP Lecha Kaczyńskiego z 26 maja 2007 za wybitne zasługi dla niepodległości Rzeczypospolitej Polskiej, za patriotyczną postawę i męstwo)[15]
- Krzyż Kawalerski Orderu Odrodzenia Polski[5]